# Janowo (powiat grudziądzki)
Janowo – wieś w Polsce położona w województwie kujawsko-pomorskim, w powiecie grudziądzkim, w gminie Radzyń Chełmiński.
W latach 1975–1998 miejscowość należała administracyjnie do województwa toruńskiego.